# Radioåret 2010

## Händelser

### Januari
- 19 januari - P3 Guldgalan hålls i Scandinavium i Göteborg.

### Juli
- 1 juli - Bandit Rock tar över större delen av Lugna Favoriters sändningsområden. Hädanefter ska Lugna Favoriter koncentreras till Stockholm.

### Augusti
- 1 augusti - De svenska myndigheterna GARN och RTTV ersätts med Myndigheten för radio och tv.

### December
- December – Årets julkalender i SR, De vilda helgonen, sänds. [1]

## Avlidna
- 17 november – Lars-Eric Samuelsson, 89, svensk radioprofil och trädgårdsexpert.[2]

### Fotnoter
1. ↑  ”Jultradition”. Arkiverad från originalet den 13 augusti 2010. https://web.archive.org/web/20100813005000/http://www.jultradition.se/radio.htm. Läst 26 mars 2011.
2. ↑  ”Radioprofilen Lars-Eric Samuelsson död”. Expressen.se. 19 november 2010. http://www.expressen.se/nyheter/radioprofilen-lars-eric-samuelsson-dod/. Läst 5 juni 2013.